# Diga della Val d'Ambra
La diga della Val d'Ambra è una diga di terra situata in Svizzera, nel canton Ticino, nel comune di Personico.

## Descrizione
Inaugurata nel 1965, ha un'altezza di 32 metri e il coronamento è lungo 105 metri. Il volume della diga è di 50.000 metri cubi.
Il lago creato dallo sbarramento, ha un volume massimo di 0,4 milioni di metri cubi, una lunghezza di 300 metri e un'altitudine massima di 595 m s.l.m. Lo sfioratore ha una capacità di 200 metri cubi al secondo.
Le acque del lago vengono sfruttate dall'Azienda elettrica ticinese, che le convogliano nella centrale idroelettrica della Nuova Biaschina.